# Округ Џексон (Канзас)
Округ Џексон (енгл. Jackson County) је округ у америчкој савезној држави Канзас. По попису из 2010. године број становника је 13.462. Седиште округа је град Холтон.

## Демографија
Према попису становништва из 2010. у округу је живело 13.462 становника, што је 805 (6,4%) становника више него 2000. године.
| Група             | 2000.          | 2010.          |
| Белци             | 11.344 (89,6%) | 11.559 (85,9%) |
| Афроамериканци    | 67 (0,5%)      | 73 (0,5%)      |
| Азијати           | 21 (0,2%)      | 48 (0,4%)      |
| Хиспаноамериканци | 189 (1,5%)     | 438 (3,3%)     |
| Укупно            | 12.657         | 13.462         |